# March 881
A March 881 egy Formula–1-es versenyautó, melyet a March csapat versenyeztetett az 1988-as valamint az 1989-es Formula–1 világbajnokság első két futama során. Pilótái Maurício Gugelmin és Ivan Capelli voltak.

## Áttekintés
1988-ban az akkor a sportágba újonnan érkező Judd motorjait használták. Abban az idényben még lehetett turbómotorokat használni, a szívómotoros autók között viszont a March volt az egyenesekben a leggyorsabb: Capelli a német nagydíjon 312 km/h-s sebességet ért el. Ugyancsak Capelli volt az a pilóta, aki az egész idényben egyedüliként szívómotoros autóval vezetett egy versenyt, jelesül a japán nagydíjat (ilyesmire egyébként 1983 óta nem volt példa). Kétszer még dobogóra is állhatott, a belga nagydíjon harmadik, a portugálon második lett. Ezen jó eredmények és Gugelmin alkalmi pontszerzései miatt a csapat konstruktőri hatodikként zárta az évet.
Mivel a csapat új autója nem készült el időben, ezért az 1989-es idény első két futamán is ezt használták. Gugelmin rögtön a brazil nagydíjon a harmadik helyen ért célba vele. Ezek voltak a csapat utolsó pontjai is egyben, miután az utódmodell CG891 megbízhatatlan volt.

## Eredmények
| Év   | Csapat                         | Motor   | Gumik | Pilóták           | 1   | 2   | 3   | 4   | 5   | 6   | 7   | 8   | 9   | 10  | 11  | 12  | 13  | 14  | 15  | 16  | Pontok | Helyezés |
| ---- | ------------------------------ | ------- | ----- | ----------------- | --- | --- | --- | --- | --- | --- | --- | --- | --- | --- | --- | --- | --- | --- | --- | --- | ------ | -------- |
| 1988 | Leyton House March Racing Team | Judd CV | G     |                   | BRA | SMR | MON | MEX | CAN | DET | FRA | GBR | GER | HUN | BEL | ITA | POR | ESP | JPN | AUS | 22     | 6.       |
| 1988 | Leyton House March Racing Team | Judd CV | G     | Maurício Gugelmin | KI  | 15  | KI  | KI  | KI  | KI  | 8   | 4   | 8   | 5   | KI  | 8   | KI  | 7   | 10  | KI  | 22     | 6.       |
| 1988 | Leyton House March Racing Team | Judd CV | G     | Ivan Capelli      | KI  | KI  | 10  | 16  | 5   | NI  | 9   | KI  | 5   | KI  | 3   | 5   | 2   | KI  | KI  | 6   | 22     | 6.       |
| 1989 | Leyton House March Racing Team | Judd CV | G     |                   | BRA | SMR | MON | MEX | USA | CAN | FRA | GBR | GER | HUN | BEL | ITA | POR | ESP | JPN | AUS | 4      | 12.      |
| 1989 | Leyton House March Racing Team | Judd CV | G     | Maurício Gugelmin | 3   | KI  |     |     |     |     |     |     |     |     |     |     |     |     |     |     | 4      | 12.      |
| 1989 | Leyton House March Racing Team | Judd CV | G     | Ivan Capelli      | KI  | KI  |     |     |     |     |     |     |     |     |     |     |     |     |     |     | 4      | 12.      |